# ببرتال
ببرتال (به آلمانی: Bebertal) یک منطقهٔ مسکونی در آلمان است که در Hohe Börde واقع شده‌است. ببرتال ۱٬۶۵۳ نفر جمعیت دارد.